# Radomir Vešović
Radomir Vešović, na cnogor. ćiril. Радомир Вешовић, Vasojevići, Kneževina Crna Gora 25. lipnja 1871. – 1938. Slavonski Šamac, Hrvatska, crnogorski general i političar.
Protivnik prisajedinjenja Kraljevine Crne Gore Kraljevini Srbiji 1918. bio meta montiranoga sudskog procesa koji je 1921. uzburkao ondašnju javnost.
Član Glavnoga odbora Crnogorske stranke, borac Za Pravo, Čast i Slobodu Crne Gore.

### Porijeklo i časnička karijera
Potječe iz glasovite obitelji vođa Vasojevića pa je kao stipendist crnogorskoga Dvora 1887. završio časničku školu i Italiji. 
Na raznim dužnostima u Crnogorskoj vojsci, od 1908. zapovjednik stožera 2. divizije u Podgorici.

### U ratovima
U Prvom balkanskom ratu zapovjeda Gornjovasojevićkom brigadom i zauzima Plav, Metohiju s gradovima Peć i Đakovica, potom imenovan za ministra obrane. 
Pod njegovim zapovjedništvom su Crnogorci 1915., tijekom Prvog svjetskog rata, okupirali Skadar.
Siječnja 1916. nije s crnogorskom vladom i Dvorom napustio Crnu Goru i otišao u egzil uoči austro-ugarske okupacije.

### Komitovanje
U lipnju 1916. su ga okupacijske vlasti pokušale uhititi i internirati, no general Vešović je ubio austro-ugarskog časnika koji je došao po njega. 
S braćom Novicom i Pavićem, te grupom Crnogoraca, odmetnuo se i našao utočište u komitima. 
Austro-ugarske su vlasti u Kolašinu zbog toga objesile njegovoga brata Vlajka, te suradnike generala Vešovića Sava Radulovića i plemenskoga kapetana Mijata Redžića.

### Protivnik prisajedinjenja Srbiji
General Vešović se početkom 1918. predao i prišao u službu guvernera Crne Gore, započinjući kampanju za obustavom komitskog pokreta otpora. Potom je bio interniran za Austriju. 
Po okončanju Prvog svjetskog rata, hita Crnoj Gori gdje se pripremala Podgorička skupština, ali ga srpske vojne vlasti u tranzitu kod Slavonskoga Brod uhićuju kao opasnoga protivnika. General Vešović biva mobiliziran te upućen za zapovjednika divizije u Skoplju, no već u lipnju 1919. ga umirovljuju. 
Stiže general Vešović u rodnu Andrijevicu. No tadašnji predsjednik Vlade Kraljevine SHS Stojan Protić izdaje zapovjed za danonoćnim policijskim nadzorom nad njim jer vjeruju da će se general Vešović staviti na čelo crnogorskog ustanka protiv prisajedinjenja Srbiji koji se tada rasplamsavao.

### Uhićenje
Napokon, studenog 1919. ministar vojni general Stevan Hadžić naređuje Vešovićevo uhićenje i sprovođenje za Beograd. Iste godine ga prebacuju u srijemsko-mitrovačku kaznionu. 
U istražnome zatvoru provodi general Vešović 15 mjeseci da bi mu u Beogradu ožujka 1921. sudili zbog sudjelovanja u pripremama oružanoga ustanka. 

### Suđenje
Na suđenju je general Vešović kazao da je srpskom okupacijom Crna Gora postala "paklom gorim od Danteovog".

### Film
Sudbina generala Vešovića djelomično je opisana i u dugometražnom nijemom filmu koji je 1922. snimljen u Italiji po scenariju Crnogorca Vladimira Popovića.

### Smrt
Nakon oslobađajuće sudske odluke, general Vešović se vraća u Crnu Goru gdje postaje članom Glavnoga odbora Crnogorske stranke.
Umro je 1938. i sahranjem je u Slavonskome Šamcu gdje mu je živio dio obitelji.

## Zanimljivost
Redatelj Gojko Kastratović napravio je, u produkciji nacionalne TV Crne Gore, 2001. godine film "Suđenje generalu Vešoviću". Lik generala Radomira Vešovića tumači hrvatski glumac Žarko Radić.
- Crnogorski TV film SUĐENJE GENERALU VEŠOVIĆU, video  Arhivirana inačica izvorne stranice od 6. ožujka 2021. (Wayback Machine)

## Vanjske poveznice
Odmetanje generala Radomira Vešovića